# Barbaceniopsis
Barbaceniopsis L.B.Sm. – rodzaj wieloletnich, niskopączkowych, kserofitycznych roślin z rodziny Velloziaceae, obejmujący 5 gatunków, występujących w południowoamerykańskich Andach, na obszarze Peru, Boliwii i północno-zachodniej Argentyny. Nazwa naukowa rodzaju w języku łacińskim oznacza "podobny do Barbacenia".

## Morfologia
PokrójNiskie krzewy.
ŁodygaZdrewniała, włóknista, zwykle prosta lub skąpo rozgałęziona.
LiścieWyrastają w trzech pionowych rzędach na szczycie łodygi lub jej rozgałęzień. Blaszki liściowe równowąskie, z czasem odchylające się, stopniowo obumierające.
KwiatyRośliny dwupienne. Kwiaty promieniste, jednopłciowe, wyrastające pojedynczo na długich pędach z wierzchołka łodygi. Hypancjum krótkie. Okwiat sześciolistkowy. Listki okwiatu położone w dwóch okółkach. Kwiaty męskie 6-pręcikowe, o nitkach zrośniętych z listkami okwiatu i równowąskich główkach. Kwiaty żeńskie o trójkomorowej zalążni. W każdej komorze zalążni powstają dwa łożyska.
OwoceTorebki zawierające liczne nasiona.

## Systematyka
Pozycja systematyczna według Angiosperm Phylogeny Website (aktualizowany system APG IV z 2016)Należy do podrodziny Vellozioideae, rodziny Velloziaceae, w rzędzie pandanowców (Pandanales)  zaliczanych do jednoliściennych (monocots).
Gatunki
- Barbaceniopsis boliviensis (Baker) L.B.Sm.
- Barbaceniopsis castillonii (Hauman) Ibisch
- Barbaceniopsis humahuaquensis Noher
- Barbaceniopsis vargasiana (L.B.Sm.) L.B.Sm.